# روبيرتو كانيلا
روبيرتو كانيلا (بالإسبانية: Roberto Canella) (مواليد 7 فبراير 1988 في لافايانا - إسبانيا) لاعب كرة قدم إسباني يلعب حاليا لصالح نادي الدرجة الأولى ريال سبورتنغ خيخون الإسباني منذ 1999 في مركز الظهير الأيسر كما يجيد اللعب في مركز الوسط الأيسر .

## روابط خارجية
- روبيرتو كانيلا على موقع الاتحاد الدولي (مؤرشف)  (الإنجليزية)
- روبيرتو كانيلا على موقع قاعدة بيانات كرة القدم.إي يو (الإنجليزية)
- روبيرتو كانيلا على موقع Soccerbase.com (لاعب) (الإنجليزية)
- روبيرتو كانيلا على موقع Soccerway.com (الإنجليزية)
- روبيرتو كانيلا على موقع عالم كرة القدم.نت (الإنجليزية)
- روبيرتو كانيلا على موقع كووورة
- روبيرتو كانيلا على موقع AS.com (الإسبانية)